# 박지후
박지후(2003년 11월 7일~)는 대한민국의 배우이다.

## 경력
초등학교 5학년 시절 길거리 캐스팅으로 연기를 시작했고, 2019년 《벌새》로 트라이베카영화제 최연소 여우주연상을 수상했다.
2021년 4월 엄태화 감독이 연출한 "콘크리트 유토피아"에 주연으로 캐스팅됐다.
2022년에는 좀비를 소재로 한 드라마인 넷플릭스 오리지널 "지금 우리 학교는"에 주연으로 출연했다. "지금 우리 학교는"의 세계적인 인기로 3만명 수준이던 인스타그램 팔로워가 2022년 2월 기준 300만이 넘게 급증했다. 2022년 하반기에는 tvN 드라마 "작은 아씨들"에서도 주연으로 출연한다.

## 학력
- 대구삼덕초등학교(졸업)
- 동원중학교(졸업)
- 동문고등학교(졸업)
- 한양대학교 연극영화학과(재학)

## 필모그래피

### 영화
| 연도 | 제목                         | 배역          | 참고     |
| ---- | ---------------------------- | ------------- | -------- |
| 2016 | 이 모든 것을 벗어나기 위하여 |               | 단편영화 |
| 2016 | 가려진 시간                  | 수린 닮은아이 |          |
| 2017 | 나만 없는 집                 | 선영          | 단편영화 |
| 2017 | 조작된 도시                  | 여고생 1      |          |
| 2018 | 목격자                       | 예슬          |          |
| 2019 | 벌새                         | 김은희        |          |
| 2021 | 빛과 철                      | 은영          |          |
| 2023 | 콘크리트 유토피아            | 혜원          |          |

### 드라마
| 연도 | 방송사   | 제목                 | 배역        | 참고             |
| ---- | -------- | -------------------- | ----------- | ---------------- |
| 2017 | KBS2     | 황금빛 내 인생       | 부장 딸     | 단역             |
| 2017 | 치즈필름 | 사춘기 여동생 [공감] | 여동생      | YouTube 웹드라마 |
| 2018 | tvN SHOW | 복수노트 2           | 이하얀      |                  |
| 2019 | JTBC     | 아름다운 세상        | 정다희      | 16부작           |
| 2022 | Netflix  | 지금 우리 학교는     | 남온조      | 12부작           |
| 2022 | tvN      | 작은 아씨들          | 오인혜      | 12부작           |
| 2023 | 지니 TV  | 딜리버리 맨!         | 은가은 학생 | 특별출연         |
| 2023 | JTBC     | 기적의 형제          | 채우정      | 강말금 아역      |
| 2025 | SBS      | 사계의 봄            | 김봄        | 10부작           |
| 미정 | Netflix  | 지금 우리 학교는 2   | 남온조      |                  |
| 미정 | SBS      | 스피릿 핑거스        | 송우연      | 12부작           |

## 수상 및 후보
| 연도 | 시상식                                         | 부문                                 | 작품              | 결과 |
| ---- | ---------------------------------------------- | ------------------------------------ | ----------------- | ---- |
| 2019 | 제18회 트라이베카 영화제                       | 최우수 여우주연상(국제장편영화 부문) | 벌새              | 수상 |
| 2019 | 제39회 한국영화평론가협회상                    | 신인여우상                           | 벌새              | 수상 |
| 2019 | 제40회 청룡영화상                              | 신인여우상                           | 벌새              | 후보 |
| 2019 | 제13회 아시아 태평양 스크린 어워드             | 여우주연상                           | 벌새              | 후보 |
| 2019 | 제8회 대한민국 베스트 스타상(한국영화배우협회) | 베스트 신인상                        | 벌새              | 수상 |
| 2019 | 제4회 런던 아시아 영화제                       | 신인배우상                           | 벌새              | 수상 |
| 2019 | 제19회 디렉터스 컷 시상식                      | 올해의 새로운 여자배우상             | 벌새              | 수상 |
| 2020 | 제7회 들꽃영화상                               | 여우주연상                           | 벌새              | 수상 |
| 2020 | 제7회 들꽃영화상                               | 신인배우상                           | 벌새              | 후보 |
| 2020 | 제56회 대종상                                  | 신인여우상                           | 벌새              | 후보 |
| 2020 | 제56회 백상예술대상                            | 영화부문 여자 신인연기상             | 벌새              | 후보 |
| 2020 | 제25회 춘사영화제                              | 신인여우상                           | 벌새              | 후보 |
| 2020 | 제29회 부일영화상                              | 신인여자연기상                       | 벌새              | 후보 |
| 2022 | 제1회 청룡시리즈어워즈                         | 드라마부문 신인여우상                | 지금 우리 학교는  | 후보 |
| 2022 | 제8회 에이판 스타 어워즈                       | 여자 신인상                          | 지금 우리 학교는  | 수상 |
| 2024 | 대한민국 퍼스트브랜드 대상                     | 영화부문 신인여자 배우               | 콘크리트 유토피아 | 수상 |

## 뮤직비디오
- 2023년 뉴진스 - Ditto